# Leon Washington
Leon Washington (Jacksonville, 29 agosto 1983) è un giocatore di football americano statunitense che gioca nel ruolo di running back e kick returner per i Tennessee Titans della National Football League. Fu scelto dai New York Jets nel corso del quarto giro del Draft NFL 2006. Al college ha giocato a football a Florida State.

## Carriera professionistica

### New York Jets

#### Stagione 2006
Selezionato come 117º scelta dai New York Jets, Washington giocò nella sua stagione da rookie 16 partite di cui 8 da titolare, compiendo 151 corse per 650 yard, con 4 touchdown e un fumble. Mise a segno anche 25 ricezioni per 270 yard con un fumble, 6 ritorni su kickoff per 79 yard e 13 ritorni su punt per 97 yard con un fumble e 6 faircatch, 3 tackle di cui 2 solitari. In totale, dei 3 fumble subiti, uno lo perse e uno lo recuperò.

#### Stagione 2007
Nella stagione 2007 Leon giocò 16 partite di cui 4 da titolare, correndo 71 volte per 353 yard con 3 touchdown e un fumble, 36 ricezioni per 213 yard, un passaggio per 36 yard concludendo con un passer rating di 118,8, 47 ritorni su kick off per 1291 yard (record personale) con 3 touchdown (record personale) e 2 fumble, 20 ritorni su punt per 183 yard con un fumble e 14 faircatch. In totale, dei 4 fumble, subiti 2 li perse e uno lo recuperò.

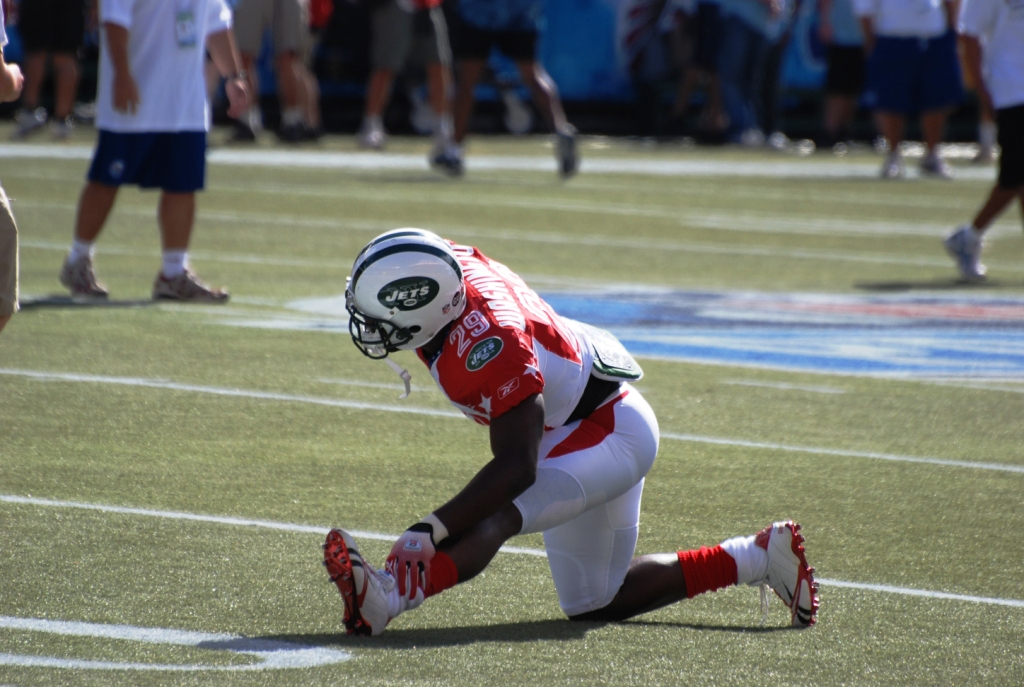
Washington nel Pro Bowl 2009

#### Stagione 2008
Washington nel 2008 giocò 16 partite di cui solo una da titolare, facendo registrare 76 corse per 448 yard con 6 touchdown (record personale), un fumble, 47 ricezioni per 355 yard (record personale) con 2 touchdown (record personale) e un fumble, 48 ritorni su kick off per 1231 yard con un touchdown e 29 ritorni su punt per 303 yard (record personale) con un fumble e 9 faircatch, 4 tackle (record personale) solitari. In totale, dei 3 fumble subiti, 2 li perse e uno lo recuperò. Recuperò altri 3 fumble perdendo però 5 yard complessive.

#### Stagione 2009
Leon nel 2009 giocò 7 partite, nessuna delle quali da titolare, compiendo 72 corse per 331 yard con un fumble perso, 15 ricezioni per 131 yard, 16 ritorni su kick off per 385 yard, 2 ritorni su punt per 16 yard con un faircatch e 2 tackle solitari.

### Seattle Seahawks

#### Stagione 2010
Washington fu ceduto ai Seattle Seahawks dai Jets in cambio di una scelta del quinto giro del Draft NFL 2010. Con la nuova squadra indossò il numero 33 mentre il 29 andò alla scelta del primo giro Earl Thomas. Durante la gara del 26 settembre 2010 contro i San Diego Chargers, Washington stabilì il record di franchigia dei Seahawks con 2 kickoff ritornati in touchdown. Egli ritornò il kickoff di apertura del secondo tempo per un record di squadra di 101 yard, poi nel 4º periodo corse altre 99 yard per il secondo kickoff ritornato in TD della gara. A fine anno venne inserito per la terza volta in carriera nella formazione ideale della stagione All-Pro

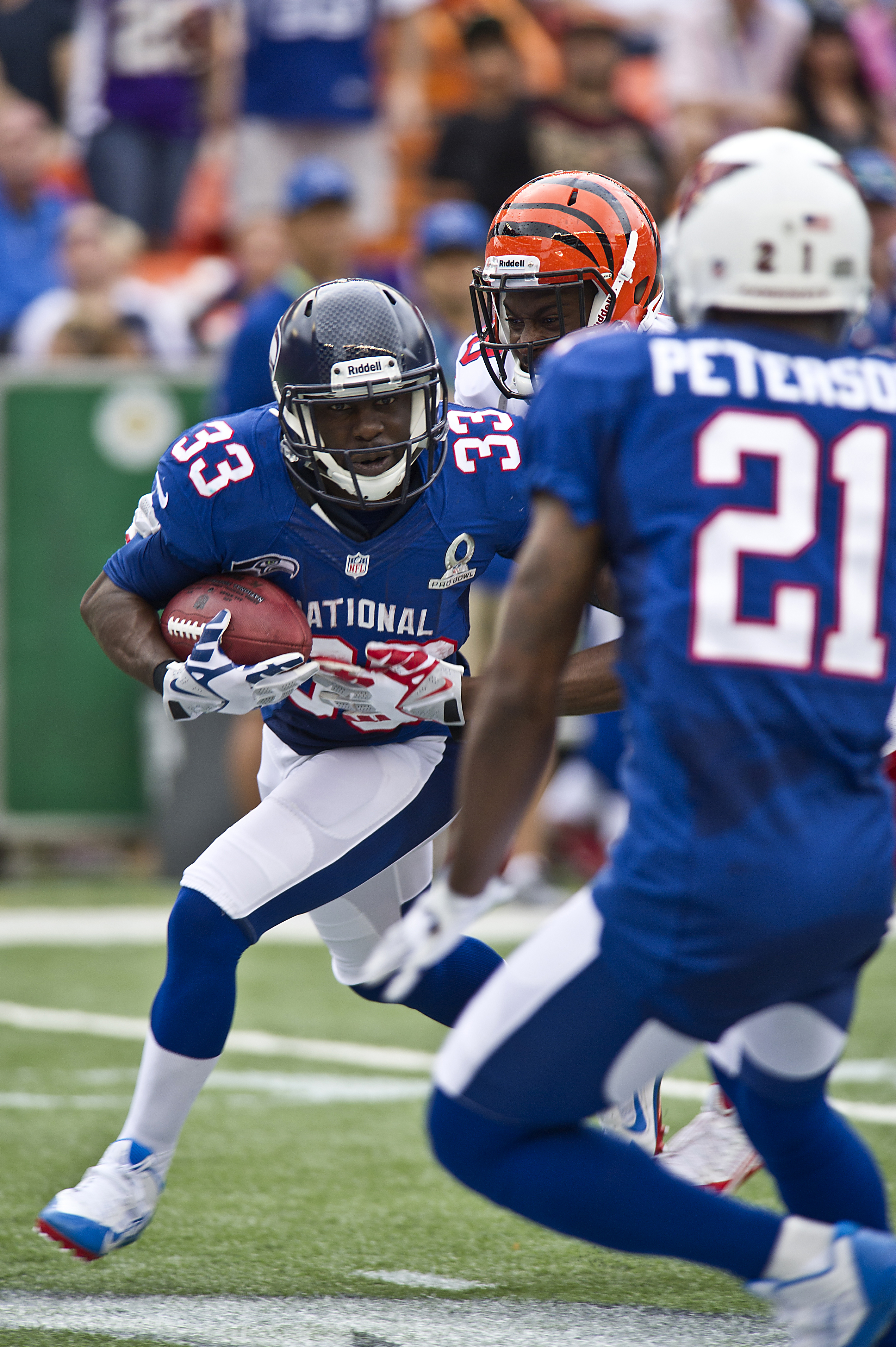
Washington durante il Pro Bowl 2013.

#### Stagione 2011
Il 1º marzo 2011 Washington firmò un contratto quadriennale del valore di 12,5 milioni di dollari per rimanere coi Seahawks. Nella stagione 2011, Leon giocò tutte le partite della stagione, correndo 248 yard ed segnando un touchdown su corsa.

#### Stagione 2012
Nella settimana 12 contro i Miami Dolphins, Washington ritornò un punt per ben 98 yard in touchdown. Due settimane dopo Seattle ottenne una vittoria di proporzioni storiche battendo gli Arizona Cardinals per 58-0 stabilendo il nuovo primato di franchigia di punti segnati. In quella gara Leon segnò il suo primo touchdown su corsa della stagione. Il 26 dicembre fu convocato per il secondo Pro Bowl in carriera come ritornatore della NFC.
Il 12 marzo 2013, dopo aver ingaggiato Percy Harvin, i Seahawks svincolarono il giocatore.

### New England Patriots
Il 14 marzo 2013 Washington firmò un contratto annuale coi New England Patriots. Il 23 novembre 2013, Washington fu svincolato.

### Tennessee Titans
Il 26 novembre 2013 Washington firmò con i Titans. Con essi disputò 5 partite nel 2013. Nella settimana 11 del 2014 contro i Ravens andò a segno su ricezione, ripetendosi anche nel penultimo turno contro i Jaguars.

## Palmarès
- (2) Pro Bowl (2008, 2012)
- (3) First-Team All-Pro (2007, 2008, 2010)
- (1) GMC Never Say Never Moment della settimana (3ª settimana della stagione 2010)

## Statistiche
| Partite totali      | 110   |
| Partite da titolare | 14    |
| Tentativi su corsa  | 474   |
| Yard su corsa       | 2.214 |
| Touchdown su corsa  | 16    |

Statistiche aggiornate alla stagione 2013

### Record NFL
- Maggior numero di kickoff ritornati in touchdown in carriera: 8 (alla pari con Joshua Cribbs)
- Maggior numero di kickoff ritornati in touchdown in una singola gara: 2 (nel 2010 vs. San Diego Chargers) (alla pari con 9 giocatori)